# Пфалц-Паркщайн
Пфалц-Паркщайн или Пфалц-Цвайбрюкен-Фоенщраус-Паркщайн (на немски: Pfalc-Parkstein; Pfalc-Zweibrücken-Vohenstrauss-Parkstein) е имперско княжество (reichsunmittelbares Fürstentum) на Свещената Римска империя от 1569 до 1597 г., странична линия на пфалцските Вителсбахи, с резиденция в Паркщайн и дворец Фридрихсбург при Фоенщраус.

## История
Образува се от Пфалц-Нойбург. Пфалцграф и херцог Волфганг фон Пфалц-Цвайбрюкен († 1569) дава на четвъртия си син Фридрих (1557 – 1597) Пфалц-Цвайбрюкен-Фоенщраус-Паркщайн. През 1581 г. Фририх поема наследството си. От 1586 до 1593 г. той построява дворец Фридрихсбург при Фоенщраус и се мести там от Паркщайн-Вайден.
Понеже няма наследници Пфалц-Паркщайн отива на брат му Филип Лудвиг фон Пфалц-Нойбург.